# Finnhustjärnarna
Finnhustjärnarna är varandra näraliggande sjöar i Strömsunds kommun i Jämtland och ingår i Ångermanälvens huvudavrinningsområde
- Finnhustjärnarna (Frostvikens socken, Jämtland, 715985-142841), sjö i Strömsunds kommun, 64°32′10″N 14°18′47″Ö / 64.5362°N 14.3131°Ö
- Finnhustjärnarna (Frostvikens socken, Jämtland, 715989-143042), sjö i Strömsunds kommun, 64°32′07″N 14°21′36″Ö / 64.5352°N 14.3601°Ö (8,46 ha)